# جام پادشاه فهد ۱۹۹۵
جام پادشاه فهد ۱۹۹۵ دومین و آخرین دوره از سری رقابت‌های جام پادشاه فهد بود، پیش از آن‌که توسط فیفا منحل گردد و به جام کنفدراسیون‌ها تغییر نام یابد. این تورنمنت در ژانویه ۱۹۹۵ با شرکت ۶ تیم و به میزبانی عربستان سعودی برگزار گردید و دانمارک در دیدار نهایی موفق شد با شکست ۰−۲ آرژانتین مدافع عنوان قهرمانی، به مقام نخست مسابقات دست یابد.

## تیم‌های شرکت‌کننده

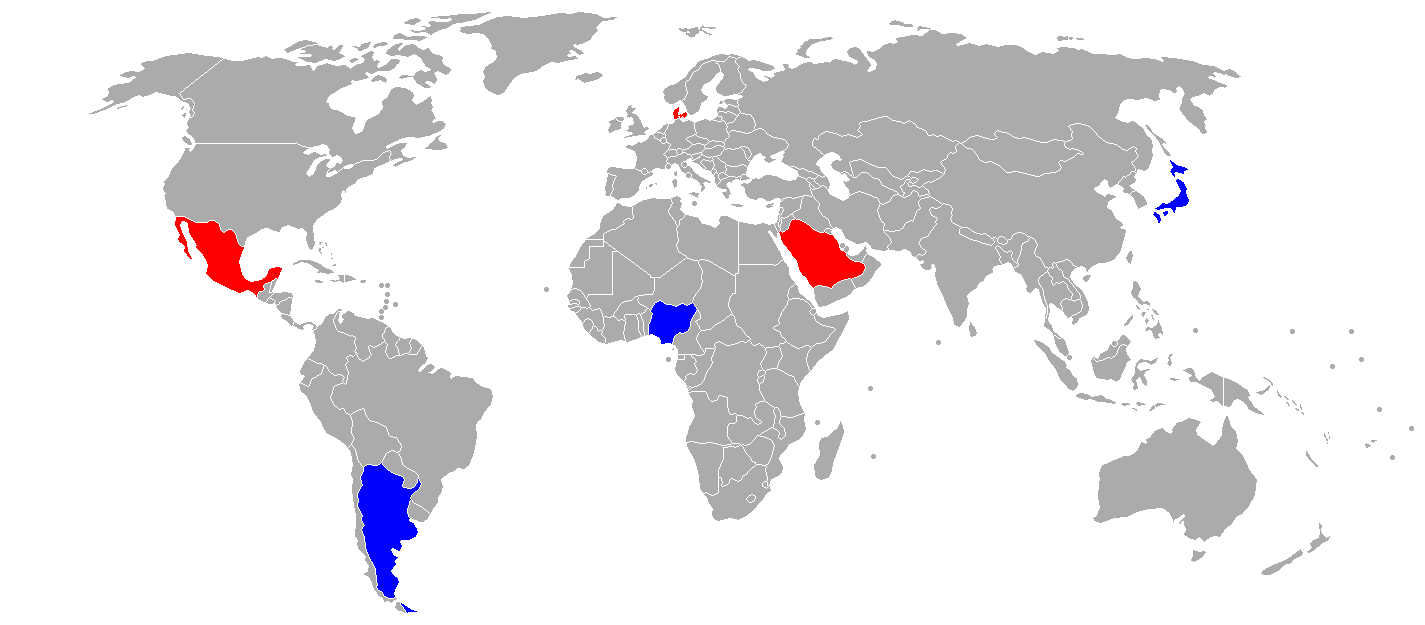
تیم‌های شرکت‌کننده در جام پادشاه فهد ۱۹۹۵

| تیم           | کنفدراسیون | عنوان                          | تاریخ کسب مجوز | تعداد حضور |
| ------------- | ---------- | ------------------------------ | -------------- | ---------- |
| عربستان سعودی | اِی اِف سی   | میزبان                         |                | ۲          |
| دانمارک       | یوفا       | قهرمان یورو ۱۹۹۲               | ۲۶ ژوئن ۱۹۹۲   | ۱          |
| ژاپن          | اِی اِف سی   | قهرمان جام ملت‌های آسیا ۱۹۹۲    | ۸ نوامبر ۱۹۹۲  | ۱          |
| آرژانتین      | کونمبول    | قهرمان کوپا آمریکا ۱۹۹۳        | ۴ ژوئیه ۱۹۹۳   | ۲          |
| مکزیک         | کونکاکاف   | قهرمان جام طلایی کونکاکاف ۱۹۹۳ | ۲۵ ژوئیه ۱۹۹۳  | ۱          |
| نیجریه        | کاف        | قهرمان جام ملت‌های آفریقا ۱۹۹۴  | ۱۰ آوریل ۱۹۹۴  | ۱          |

## محل برگزاری
تمامی بازی‌ها در ورزشگاه ملک فهد واقع در شهر ریاض برگزار شد.
| ریاض               | ریاضجام پادشاه فهد ۱۹۹۵ (عربستان سعودی) · |
| ورزشگاه ملک فهد    | ریاضجام پادشاه فهد ۱۹۹۵ (عربستان سعودی) · |
| گنجایش: ۶۷٬۰۰۰ نفر | ریاضجام پادشاه فهد ۱۹۹۵ (عربستان سعودی) · |
|                    | ریاضجام پادشاه فهد ۱۹۹۵ (عربستان سعودی) · |

## داوران
| آفریقا - لیم کی چونگ آسیا - علی بوجسیم اروپا - یون کراشینسکیو | آمریکای شمالی، مرکزی و کارائیب - رودریگو بادیلا آمریکای جنوبی - سالوادور ایمپراتوره |

## مرحلهٔ گروهی

### گروه ۱
| رتبه | تیم           | بازی | برد | مساوی | باخت | زده | خورده | تفاضل | امتیاز | توضیحات              |
| ---- | ------------- | ---- | --- | ----- | ---- | --- | ----- | ----- | ------ | -------------------- |
| ۱    | دانمارک       | ۲    | ۱   | ۱     | ۰    | ۳   | ۱     | ۲+    | ۴      | صعود به بازی فینال   |
| ۲    | مکزیک         | ۲    | ۱   | ۱     | ۰    | ۳   | ۱     | ۲+    | ۴      | صعود به بازی رده‌بندی |
| ۳    | عربستان سعودی | ۲    | ۰   | ۰     | ۲    | ۰   | ۴     | ۴−    | ۰      | حذف از مرحلهٔ گروهی   |

نحوهٔ قرار گرفتن در جدول:
1st امتیاز،
2nd تفاضل،
3rd گل زده

رتبه = رتبه در جدول، بازی = تعداد بازی، برد = بازی‌های برده، مساوی = بازی‌های مساوی، باخت = بازی‌های باخته، زده = گل زده، خورده = گل خورده، تفاضل = تفاضل گل، امتیاز = امتیاز گرفته 
| عربستان سعودی | ۰ – ۲    | مکزیک                 |
| ------------- | -------- | --------------------- |
|               | (Report) | لوئیز گارسیا ۶۵'، ۸۲' |

| عربستان سعودی | ۰ – ۲    | دانمارک                               |
| ------------- | -------- | ------------------------------------- |
|               | (Report) | برایان لادروپ ۴۳' · مورتن ویگورست ۹۰' |

| مکزیک                                                         | ۱ – ۱ (وقت اضافه) | دانمارک                                         |
| ------------------------------------------------------------- | ----------------- | ----------------------------------------------- |
| لوئیز گارسیا ۲۵'                                              | (Report)          | پیتر راسموسن ۴۸'                                |
| ضربات پنالتی                                                  |                   |                                                 |
| کلودیو سوآرز · مارسلینو برنال · خوآکین دل المو · لوئیز گارسیا | ۲ – ۴             | مایکل اشنبرگ · میشل لادروپ · جس هوگ · مارک ریپر |

### گروه ۲
| رتبه | تیم      | بازی | برد | مساوی | باخت | زده | خورده | تفاضل | امتیاز | توضیحات              |
| ---- | -------- | ---- | --- | ----- | ---- | --- | ----- | ----- | ------ | -------------------- |
| ۱    | آرژانتین | ۲    | ۱   | ۱     | ۰    | ۵   | ۱     | ۴+    | ۴      | صعود به بازی فینال   |
| ۲    | نیجریه   | ۲    | ۱   | ۱     | ۰    | ۳   | ۰     | ۳+    | ۴      | صعود به بازی رده‌بندی |
| ۳    | ژاپن     | ۲    | ۰   | ۰     | ۲    | ۱   | ۸     | ۷−    | ۰      | حذف از مرحلهٔ گروهی   |

نحوهٔ قرار گرفتن در جدول:
1st امتیاز،
2nd تفاضل،
3rd گل زده

رتبه = رتبه در جدول، بازی = تعداد بازی، برد = بازی‌های برده، مساوی = بازی‌های مساوی، باخت = بازی‌های باخته، زده = گل زده، خورده = گل خورده، تفاضل = تفاضل گل، امتیاز = امتیاز گرفته 
| ژاپن | ۰ – ۳    | نیجریه                                                    |
| ---- | -------- | --------------------------------------------------------- |
|      | (Report) | امانوئل آمونیکه ۴' · موتیو آدپوجو ۵۵' · دانیل آموکاچی ۶۵' |

| ژاپن              | ۱ – ۵    | آرژانتین                                                                                   |
| ----------------- | -------- | ------------------------------------------------------------------------------------------ |
| کازیوشی میورا ۵۷' | (Report) | سباستین رامبرت ۳۱' · آریل اورتگا ۴۵' · گابریل باتیستوتا ۴۷'، ۸۶' (پنالتی) · خوزه چاموت ۵۴' |

| نیجریه | ۰ – ۰    | آرژانتین |
| ------ | -------- | -------- |
|        | (Report) |          |

## رده‌بندی
| مکزیک                                                                           | ۱ – ۱ (وقت اضافه) | نیجریه                                                                      |
| ------------------------------------------------------------------------------- | ----------------- | --------------------------------------------------------------------------- |
| رامون رامیرز ۲۰'                                                                | (Report)          | دنیل آموکاچی ۳۱'                                                            |
| ضربات پنالتی                                                                    |                   |                                                                             |
| آلبرتو گارسیا · لوئیز گارسیا · بنجامین گالیندو · کارلوس هرموسیلو · کلودیو سوآرز | ۵ – ۴             | جی‌جی اوکوچا · موتیو آدپوجو · آگوستین اگواووئن · بن ایروها · امانوئل آمونیکه |

## فینال
| دانمارک                            | ۲ – ۰    | آرژانتین |
| ---------------------------------- | -------- | -------- |
| مایکل لادروپ ۸' · پیتر راسموسن ۷۵' | (Report) |          |

## قهرمان
| قهرمان جام پادشاه فهد ۱۹۹۵ |
| -------------------------- |
| · دانمارک · اولین عنوان    |

## فهرست گلزنان
| ۳ گل - لوئیز گارسیا ۲ گل - گابریل باتیستوتا - پیتر راسموسن - دنیل آموکاچی | ۱ گل - خوزه چاموت - آریل اورتگا - سباستین رامبرت - برایان لادروپ - میشل لادروپ | ۱ گل (ادامه) - مورتن ویگورست - کازیوشی میورا - رامون رامیرز - موتیو آدپوجو - امانوئل آمونیکه |